# Col·legi Sagrat Cor (Palma)
El Col·legi Sagrat Cor és un centre privat concertat mallorquí d'ensenyament infantil, primari i secundari obligatori, situat al carrer Pare Antoni Oliver, al barri de Son Espanyolet de Palma (Mallorca). Fou fundat en 1902 per la Congregació de Religioses del Sagrat Cor de Jesús, però des de 2012 és gestionat per la Fundació Escola Catòlica de les Illes Balears (FECIB).
L'escola propugna una educació oberta que valori cada persona completament, integradora, confessional i amb una línia educativa basada en una actitud crítica, un estil de vida sobri i una educació que valori la cultura pròpia en diàleg amb altres.